# 영월군의회
영월군의회는 강원특별자치도 영월군 지역을 관할하는 기초의회이다.